# Panaqolus maccus
Panaqolus maccus — рід риб з роду Panaqolus родини Лорікарієві ряду сомоподібні.

## Опис
Загальна довжина сягає 8,8 см. Голова помірно широка, морда сплощена зверху, з одонтодами (шкіряними зубчиками). З боків рота є 2 вусики. Очі середнього розміру. Рот являє собою присоску. Тулуб кремезний, вкритий кістковими пластинками. Хвостове стебло з невеличкими одонтодами. Спинний плавець великий, довгий, з 1—2 жорсткими променями. Жировий плавець маленький, розташовано близько до спинного. Грудні та черевні плавці широкі. У самців є гострий генітальний сосочок, у самиць — великий, округлий, опуклий. Анальний плавець витягнутий, з короткою основою. Хвостовий плавець з помірною виїмкою, лопаті широкі.
Забарвлення світло-коричневе. Колір змінюється в залежності від віку та області перебування: до чорного або білого. Черево завжди білого забарвлення. По тілу йдуть 5—12 вузьких і широких темних смуг, іноді вони настільки широкі, що зливаються з основним кольором. Плавці смугасті.

## Спосіб життя
Є бентопелагічною рибою. Зустрічається на помірній течії з піщаним дном. Ця риба доволі територіальна й агресивна. Вдень ховається серед корчів і каміння. Активна вночі. Живиться водоростями та дрібними безхребетними.
Статева зрілість настає у 1,5—2 роки. Нерест відбувається у печері, з вузьким входом. Самець охороняє кладку.
Тривалість життя становить 15 років.

## Розповсюдження
Мешкає в басейнах річок Апуре та Кароні (Венесуела).